# Hind Khoury
Hind Khoury, née le 12 juin 1953 à Bethléem, est une économiste palestinienne, ancienne déléguée générale de Palestine en France de mars 2006 à mai 2010, succédant à ce poste à Leïla Shahid.

## Biographie
Elle étudie l'économie à l'université de Beir Zeit, près de Ramallah, puis à l'université américaine de Beyrouth.
La guerre civile au Liban la fait rentrer à Bethléem. Elle s'y marie à un architecte et ont trois enfants.
Elle a travaillé pour le Programme des Nations unies pour le développement (PNUD).

## Source
- Courte biographie sur provence-alpes-corse-cote-azur.eglisereformeedefrance.fr